# Sokolniki (gmina)
Pour les articles homonymes, voir Sokolniki.
Sokolniki est une gmina rurale du powiat de Wieruszów, Łódź, dans le centre de la Pologne. Son siège est le village de Sokolniki, qui se situe environ 14 km à l'est de Wieruszów et 95 km au sud-ouest de la capitale régionale Łódź.
La gmina couvre une superficie de 80,02 km2 pour une population de 4 875 habitants.

## Géographie
La gmina inclut les villages de Bagatelka, Borki Pichelskie, Borki Sokolskie, Góry, Góry-Parcela, Gumnisko, Kopaniny, Maksymów, Malanów, Nowy Ochędzyn, Pichlice, Prusak, Ryś, Siedliska, Sokolniki, Stary Ochędzyn, Szustry, Tyble, Walichnowy, Wiktorówek, Wyglądacze, Zagórze et Zdzierczyzna.
La gmina borde les gminy de Biała, Czastary, Galewice, Lututów et Wieruszów.